# Doris Riedl
Doris Riedl (* 1963 in Augsburg) ist eine deutsche Autorin. Sie studierte in München Theaterwissenschaften und Philosophie. Nachdem sie einige Zeit als Theaterkritikerin und Journalistin gearbeitet hatte, zog sie nach Berlin, wo sie sich selbstständig machte und Autorin für Kinderbücher und Kinderserien wurde, unter anderem für Bibi Blocksberg und Benjamin Blümchen. 2016 veröffentlichte sie den Roman Gib’s mir, Karma im atb Verlag.

## Veröffentlichungen (Auswahl)
- Gib's mir, Karma!. Aufbau Taschenbuch, Berlin 2016, ISBN 978-3-7466-3207-0.
- Bibi Blocksberg – Gustav, der Hexendrache. Schneiderbuch Egmont, Köln 2015, ISBN 978-3-505-13760-0.
- Bibi Blocksberg – wo ist Moni?. Schneiderbuch Egmont, Köln 2015, ISBN 978-3-505-13590-3.
- Bibi Blocksberg – Hexkraft gesucht!. Schneiderbuch Egmont, Köln 2014, ISBN 978-3-505-13494-4.